# Grzybówka fioletowoszara

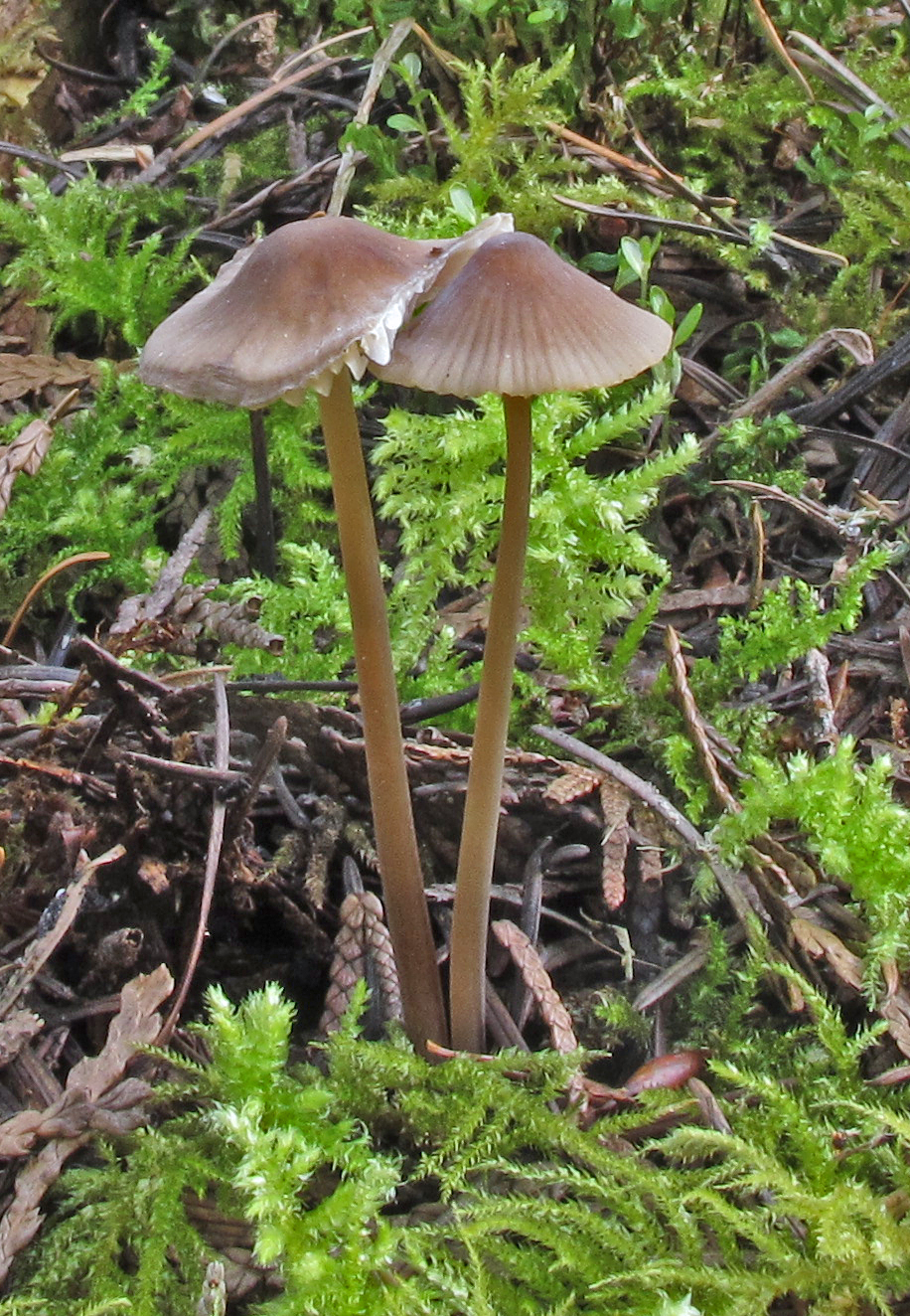

Grzybówka fioletowoszara, grzybówka paraboliczna (Mycena parabolica (Fr.) Quél.) – gatunek grzybów z rodziny grzybówkowatych (Mycenaceae).

## Systematyka i nazewnictwo
Pozycja w klasyfikacji według Index Fungorum: Mycena, Mycenaceae, Agaricales, Agaricomycetidae, Agaricomycetes, Agaricomycotina, Basidiomycota, Fungi.
Takson ten opisał w 1838 r. Elias Fries nadając mu nazwę Agaricus parabolicus. Obecną, uznaną przez Index Fungorum nazwę nadał mu Lucien Quélet w 1872 r.
Synonimy:
- Agaricus parabolicus Fr. 1838
- Mycena galericulata var. parabolica (Fr.) P. Kumm. 1871

Maria Lisiewska w 1987 r. nadała mu polską nazwę grzybówka paraboliczna. Władysław Wojewoda w 2003 r. zaproponował nazwę grzybówka fioletowoszara.

## Morfologia
Kapelusz
Średnica 2–4(6) cm, początkowo tępo dzwonkowaty do szeroko stożkowego, z wiekiem szeroko stożkowy do dzwonkowatego, początkowo gęsto oprószony, wkrótce nagi, higrofaniczny. Powierzchnia początkowo czarniawoszara, wkrótce wodnistoszara, potem blado gliniasto-szara, czasami jaśniejsza na brzegu. Brzeg początkowo przylegający do trzonu, z wiekiem prosty do lekko uniesionego, głęboko i regularnie prążkowany aż do środka, w stanie wilgotnym lekko przeźroczysty
Blaszki
Przyrośnięte, lub nieco zbiegające, wąskie do umiarkowanie szerokich, z międzyblaszkami, równe, dość gęste, początkowo ciemnoszare do białawych na grzbiecie, z wiekiem białawe do jasnoszarych.
Trzon
Wysokość 4–10 cm, grubość 2–5 mm, cylindryczny, pusty w środku. Powierzchnia na wierzchołku oprószona, początkowo kutnerowato-włóknista, biała u nasady, wkrótce naga i gładka, z wiekiem błyszcząca i półprzezroczysta, tej samej barwy co kapelusz, lub jaśniejsza, szarawa.
Miąższ
Cienki, delikatny, bladoszary, bez wyraźnego zapachu i smaku.
Cechy mikroskopowe
Zarodniki szeroko elipsoidalne, gładkie, szkliste, amyloidalne, (8) 9–11 × 5–7 µm. Podstawki 4-zarodnikowe, 30–35 (40) x 6–8 µm. Cheilocystydy maczugowate, czasami nieco workowate, z 1–6 palcowatymi wypustkami na wierzchołku, szkliste, 35–52 × 9-18 µm. Pleurocystydy rzadkie do rozproszonych, podobne do cheilocystyd, ale bez palcowatych wypustek. Trama blaszek utworzona z krótkich lub średniej długości komórek, regularnie ułożonych, umiarkowanie szerokich, w odczynniku Melzera ciemnobrązowych. Trama trzonu utworzone z nitkowatych strzępek w odczynniku Melzera ciemnobrązowych. Pileocystydy często trudne do zaobserwowania u dojrzałych i u starych podstawczaków, bez palczastych wypustek.

## Występowanie i siedlisko
Występuje w Ameryce Północnej i niektórych krajach Europy. Władysław Wojewoda w zestawieniu grzybów wielkoowocnikowych Polski w 2003 r. przytacza 10 stanowisk z uwagą, że rozprzestrzenienie i stopień zagrożenia tego gatunku nie są znane.
Grzyb saprotroficzny. Występuje w lasach liściastych i mieszanych na opadłych gałęziach i pniach drzew, zwłaszcza buka i jodły.